# Hans Engelhard (Mediziner)
Hans Engelhard (* 23. Dezember 1925 in Osnabrück; † 1. Januar 2019 in Koblenz) war ein deutscher Internist und ärztlicher Standespolitiker.

## Leben und Wirken
Hans Engelhard besuchte Volksschule und Gymnasium in Limburg/Lahn. Der Schulbesuch wurde durch die Einberufung zum Militärdienst unterbrochen. Im Herbst 1945 aus englischer Kriegsgefangenschaft entlassen, wurde er zunächst zum Arbeitseinsatz durch die amerikanische Besatzungsmacht dienstverpflichtet. Ab Dezember 1945 besuchte er wieder das Gymnasium in Limburg/Lahn, wo er im Mai 1946 das Abitur ablegte. Von 1946 bis 1951 studierte Hans Engelhard an der Universität Frankfurt am Main Medizin; nach dem Staatsexamen 1951/52 wurde er mit einer Dissertation zum Thema 100 Jahre Sozialhygiene in Frankfurt/Main (1850 bis 1950) 1952 zum Dr. med. promoviert.
Nach seiner Pflichtassistentenzeit in Frankfurt/Main und Dernbach/Westerwald absolvierte Hans Engelhard seine internistische Weiterbildung in Neuwied, Cloppenburg/Oldenburg sowie in Koblenz. Nach Anerkennung als Facharzt für Innere Medizin 1957 arbeitete Hans Engelhard als Arzt sozialmedizinisch bei der Landesversicherungsanstalt Rheinland-Pfalz und später zur Weiterbildung im Fach Radiologie in Neuwied.
Von 1959 bis 1964 war er Oberarzt an der Medizinischen Klinik Kemperhof in Koblenz, später auch an der Radiologischen Klinik dieses Krankenhauses und übte gleichzeitig eine Lehrtätigkeit an der Krankenpflegeschule des Koblenzer Krankenhauses aus.
1965 ließ sich Hans Engelhard in eigener Praxis als Internist in Koblenz nieder. Von 1986 bis 1996 war er Präsident der Landesärztekammer Rheinland-Pfalz.

## Auszeichnungen (Auswahl)
- Bundesverdienstkreuz am Bande des Verdienstordens der Bundesrepublik Deutschland 1991
- Paracelsus-Medaille 1998